# Love on the Spectrum
Love on the Spectrum (em português: Amor no Espectro) é um reality show televisivo australiano produzido pela Northern Pictures para a emissora ABC em 2019, e atualmente disponível e disponibilizado em versão streaming pela Netflix em 2020.
Produzido em forma de documentário, a série aborda autistas em encontros e relacionamentos amorosos. A primeira temporada da série recebeu aclamação da crítica especializada.

## Prêmios e indicações
| Ano  | Prêmio                  | Categoria                                     | Resultado |
| ---- | ----------------------- | --------------------------------------------- | --------- |
| 2022 | Emmy Internacional 2022 | Melhor Programa de Entretenimento sem Roteiro | Venceu    |